# Juzet-d'Izaut

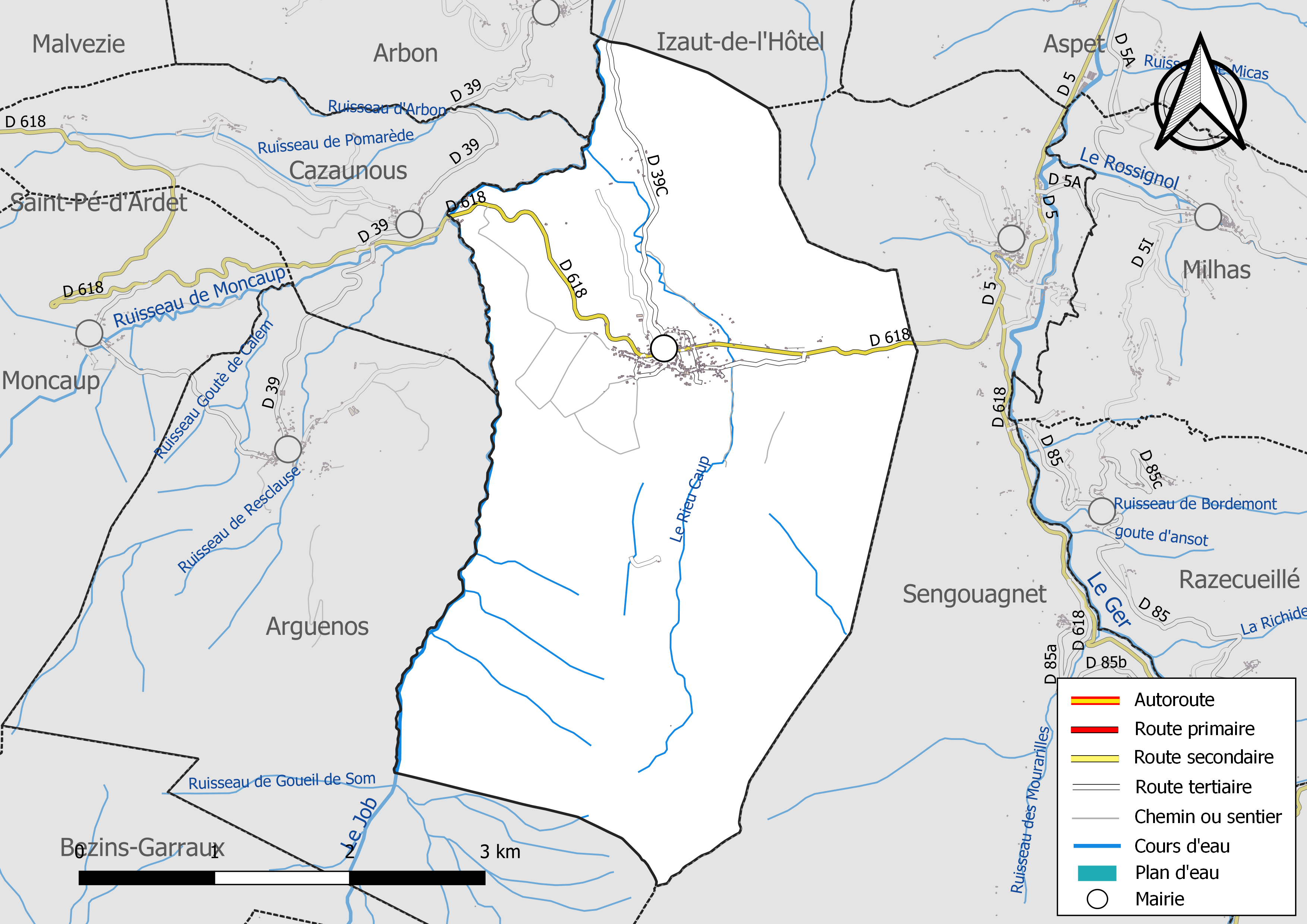
comuna francesa

Juzet-d'Izaut (em occitano:  Jusèth d'Aisaut) é uma comuna francesa na região administrativa da Occitânia, no departamento do Alto Garona. Estende-se por uma área de 15.74 km², com 187 habitantes, segundo o censo de 2018, com uma densidade de 12 hab/km².